# Daan Paau
Daan Paau (Heumen, 11 november 1985) is een Nederlands voormalig voetballer die meestal als offensieve middenvelder fungeerde.

## Carrière
Paau begon zijn voetbalcarrière bij het plaatselijke SV Heumen. Uiteindelijk werd hij als C-junior gescout door Vitesse waar hij speelde tot hij aan zijn meniscus geopereerd moest worden en een half jaar uit de roulatie was. Hierna kon hij niet meer aanklampen bij zijn leeftijdsgenoten en vertrok hij bij de Arnhemmers. Hij kon overstappen naar de jeugdopleiding van N.E.C., maar hij besloot terug te gaan naar SV Heumen. Hier doorliep hij de rest van de jeugdteams en bereikte hij het eerste elftal. Uiteindelijk besloot hij het hogerop te zoeken en vertrok hij naar het Wijchense SV AWC waar hij uitgroeide tot smaakmaker totdat hij in 2011 overstapte naar bekerwinnaar Achilles '29 uit het nabijgelegen Groesbeek.

### Achilles '29
Eric Meijers was overtuigd van de kwaliteiten van de Heumenaar en na enkele wedstrijden als invaller kreeg Paau al snel een basisplaats. In zijn eerste seizoen won Paau de Super Cup amateurs, het kampioenschap van de Topklasse Zondag en het algeheel landskampioenschap voor amateurs tegen SV Spakenburg. In dit tweeluik scoorde Paau de derde goal in de thuiswedstrijd, waarmee de strijd al voortijdig beslist was (3-0, 2-0).
In zijn tweede seizoen maakte Paau indruk met een goede prestatie in de bekerwedstrijd tegen titelverdediger en latere finalist PSV. De wedstrijd ging uiteindelijk met 2-3 verloren, maar Paau gaf bij de aansluitingstreffer voor de Groesbekers de assist op Ivo Rigter nadat hij zelf Timothy Derijck uitspeelde. In dit seizoen werd de Topklasse-titel geprolongeerd, maar werd de finale van het algemeen amateurkampioenschap verloren van vv Katwijk. Na het 0-0 gelijkspel op De Krom was Paau na een halve minuut nog wel dicht bij een treffer op De Heikant, maar al snel liep Katwijk uit naar een onoverbrugbare 3-0-voorsprong. Paau was met 13 competitietreffers, 16 assists en 29 basisplaatsen een belangrijke schakel in het elftal van Jan van Deinsen en mede hierom werd de Heumenaar door De Gelderlander uitgeroepen door amateurvoetballer van het jaar van de regio Nijmegen.
In 2013 promoveerde Achilles '29 naar de Jupiler League. Door een blessure was het echter nog onzeker of hij zijn debuut zou maken tegelijk met Achilles, op 3 augustus in de uitwedstrijd bij FC Emmen. Dit deed hij wel, maar in de rust werd hij vervangen door Levi Raja Boean. Ook de volgende zeven wedstrijden startte Paau als rechtermiddenvelder. In de wedstrijd tegen hekkensluiter Almere City FC scoorde hij na 11 minuten het openingsdoelpunt. Vanaf 21 september begon Paau weer als schaduwspits, doordat Daniël van Straaten teruggekeerd was van zijn blessure. Twee weken later raakte de Heumenaar echter zwaar geblesseerd aan zijn kniepees, waardoor hij naar verwachting drie maanden uitgeschakeld was en dus voor de winterstop niet meer in actie zou komen. Op 8 januari 2014 verlengde hij zijn aflopende contract bij de eerstedivisionist met twee seizoenen. De blessure duurde uiteindelijk veel langer dan verwacht en uiteindelijk moest hij zelfs het hele seizoen 2014/15 toekijken.
Medio 2016 ging hij voor SV AWC spelen. Ook hier kampte hij met blessures en na het seizoen 2017/18 stopte hij met voetballen.

## Statistieken
| Seizoen                     | Club           | Land           | Competitie       | Competitie | Competitie | Beker | Beker | Totaal | Totaal |
| Seizoen                     | Club           | Land           | Competitie       | Wed.       | Dlp.       | Wed.  | Dlp.  | Wed.   | Dlp.   |
| --------------------------- | -------------- | -------------- | ---------------- | ---------- | ---------- | ----- | ----- | ------ | ------ |
| 2011/12                     | Achilles '29   | Nederland      | Topklasse Zondag | 26         | 9          | 2     | 0     | 28     | 9      |
| 2012/13                     | Achilles '29   | Nederland      | Topklasse Zondag | 31         | 13         | 2     | 0     | 33     | 13     |
| 2013/14                     | Achilles '29   | Nederland      | Eerste divisie   | 10         | 1          | 1     | 0     | 11     | 1      |
| 2014/15                     | Achilles '29   | Nederland      | Eerste divisie   | 0          | 0          | 0     | 0     | 0      | 0      |
| 2015/16                     | Achilles '29   | Nederland      | Eerste divisie   | 1          | 0          | 0     | 0     | 1      | 0      |
| Carrièretotaal              | Carrièretotaal | Carrièretotaal | Carrièretotaal   | 68         | 23         | 5     | 0     | 73     | 23     |
| Bijgewerkt op 30 april 2016 |                |                |                  |            |            |       |       |        |        |

## Erelijst
Achilles '29
- Topklasse Zondag: 2012, 2013
- Algemeen amateurkampioenschap: 2012
- Super Cup amateurs: 2011, 2012
- Gelders sportploeg van het jaar: 2012, 2013

Persoonlijk
- Speler van het jaar uit het amateurvoetbal, regio Nijmegen: 2013